# Falmer Stadion
A Falmer Stadion (hivatalos nevén szponzorációs céllal: American Express Közösségi Stadion, rövidítve gyakran csak: Amex) labdarúgó-stadion Falmer faluban. Dél-kelet-Anglia második legnagyobb stadionja, befogadóképessége 31 800 fő.
A Premier League-ben szereplő Brighton & Hove Albion otthona, 2011. május 31-én adták át. Az első mérkőzést a 2010–2011-es szezonban rendezték, a Brighton és a Eastbourne Borough között, 2011. július 16-án. Az első bajnoki mérkőzést a Doncaster Rovers ellen játszotta a Brighton, akik egyben az utolsó ellenfél voltak, akikkel a délangol csapat megmérkőzött előző stadionjuk, a Goldstone Ground utolsó találkozóján, 14 évvel korábban.
Először 2017 augusztusában tartottak itt Premier League-találkozót, miután a Brighton feljutott az első osztályba a 2016–2017-es szezon végén.
A stadionban rendeztek rögbi-mérkőzéseket is és a 2022-es női Európa-bajnokságon is rendeztek itt találkozókat.